# Saz

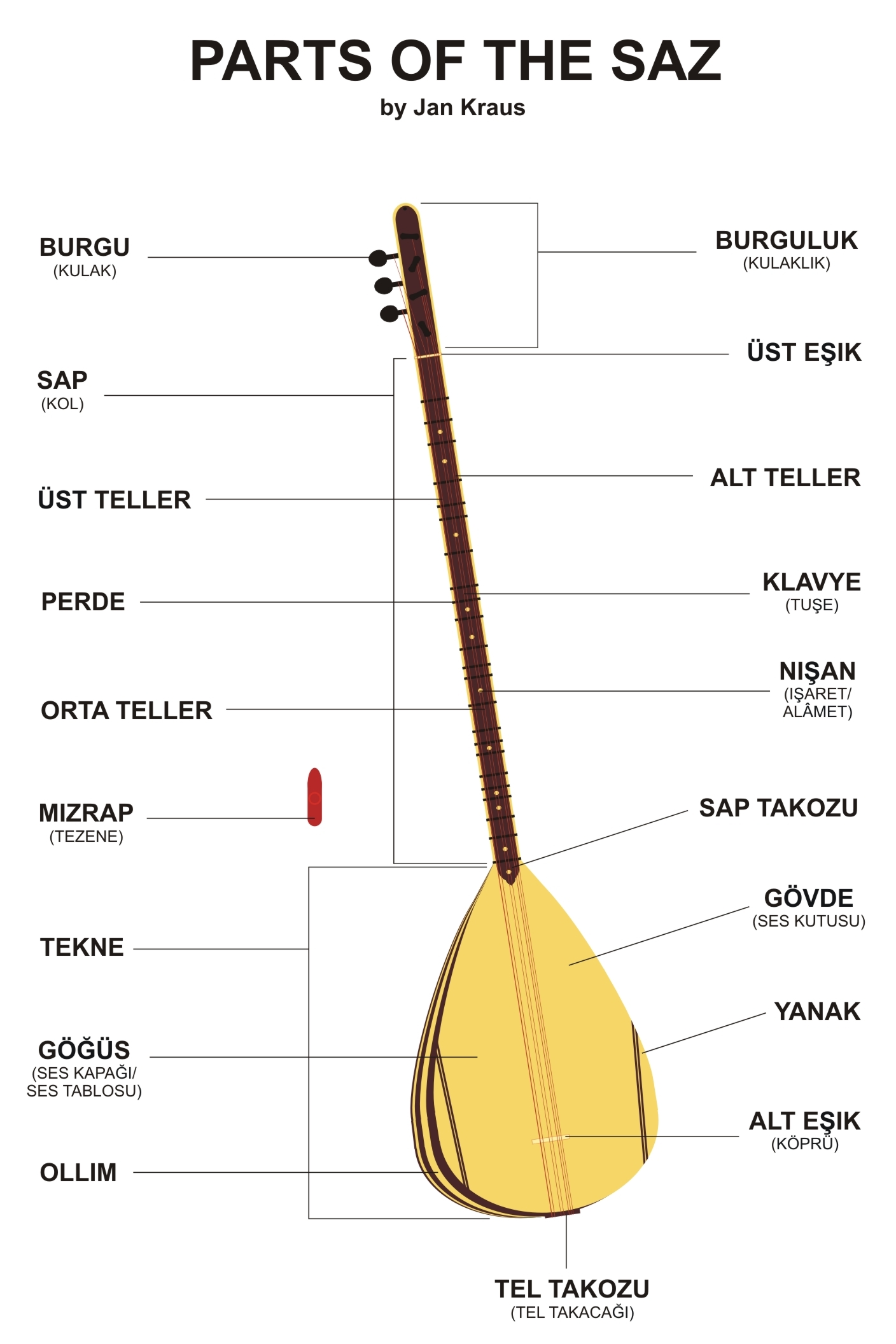
Parts del saz

El saz o bağlama és un instrument de corda, del tipus del llaüt amb mànec llarg, que es toca en diverses regions com Armènia, Turquia, l'Iran, l'Iraq, Síria i els Balcans. Es pot tocar amb plectre o amb els dits. El més comú és el bağlama turc, que té 7 cordes.
El bağlama és un dels instruments musicals més populars de Turquia, i el seu nom "saz" significa literalment "instrument musical" en la seva accepció més general. El terme "bağlama", que significa "lligar" es refereix a la presència de trasts nuats mòbils, que adapten la configuració del diapasó als diferents modes de la música turca.
El saz és un llaüt comú a Turquia, on és l'instrument central per a la majoria de les formes de música popular. Els solistes (asiklar) empren el saz per acompanyar la interpretació de posia i contes folklòrics èpics en una tradició popular anomenada azan. Asik Veysel, que va morir el 1974, va ser un dels principals exponents de l'azan, i els seu enregistraments han continuat venent-se al mercat. Així i tot, amb major freqüència, els cantants es fan acompanyar de conjunts que inclouen diversos saz, a més a més d'altres instruments melòdics i rítmics. Amanedhés, música de cafè popular a la primera meitat del segle XX a Esmirna, Estambul i més tard a centres de Grècia, utilitzava el violí, kanonaki, sandoúri, oúti i saz. Rosa Eskenazi fou una de les cantants més famoses.

## Vídeos
- Marcel Duman Baglama Solo 2012 Uzun Hava - Recording with Martin Barman